# جيمس فنسنت (ممثل)
جيمس فنسنت (بالإنجليزية: James Vincent) هو مخرج وممثل أمريكي، ولد في 19 يوليو 1882 في الولايات المتحدة، وتوفي في 12 يوليو 1957 بنيويورك في الولايات المتحدة.

## وصلات خارجية
- جيمس فنسنت على موقع IMDb (الإنجليزية)
- جيمس فنسنت على موقع أول موفي (الإنجليزية)
- جيمس فنسنت على موقع قاعدة بيانات برودواي على الإنترنت (الإنجليزية)
- جيمس فنسنت على موقع قاعدة بيانات الأفلام السويدية (السويدية)
- جيمس فنسنت على موقع قاعدة بيانات الفيلم (الإنجليزية)
- جيمس فنسنت على موقع كينوبويسك (الروسية)